# Друга конференција о светском становништу
Друга конференција о светском становништу одржана је у Београду од 30. августа до 10. септембра 1965. године у организацији Уједињених нација и Међународне уније за научно проучавање становништва.
Фокус ове међународне конференције био је на анализи фертилитета као сегмента важног за политику планирања развоја. Ова конференција одржана је у време када су се стручне студије о популацијским аспектима развоја подударале с покретањем популацијских програма које је субвенционирала Агенција САД за међународни развој.

## Историјат
Током једанаест година колико је прошло од Прве конференције о становништву одржане у Риму 1954. године, одржано је неколико скупова посвећених демографским питањима, које је организовала Међународна унијом за научно проучавање становништва и неколико регионалних конференција под покровитељством Уједињених нација. Уз све то ипак се осетила потреба за новим глобалним скупом, да се сагледа све што се десило протекле декаде. Тих година водиле су се расправе о експлозивном расту становништва и проблематичним земљама у развоју са тим. Изражена је идеја да се конференција одржи у једној од таквих земаља како би се учесници из прве руке могли упознати са стањем. Избор је пао на ФНРЈ која је била довољно добра да нуди солидне организационе услове, али и слику земље у развоју.
Тих година међународне студије показале су да стопа фертилитета почиње падати кад земља досегне одређени ступањ економског развоја. Стопа ферилита пада због урбанизације, што због школованије популације, али и због већег броја запослених жена и каснијег ступања у брак. Констатовано је да се контрола рађања у највећој мери постиже абортусима, а тек у пуно мањој контрацепцијом. Док се на Римској конференцији због притиска католичких земаља готово уопште није расправљало о контроли рађања, у Београду је управо то заседање привукло највише пажње, радова и захтева за учешће у расправама. У Риму је велики нагласак стављен на прикупљање и координацију рада са демографским статистичким подацима, док је у Београду нагласак стављен на критичну важност проблема раста становништва, и притиском на ресурсе који изазива. Због тога је београдска конференција била двостуко посећена него римска, и то нарочито из земаља у развоју.
Један од учесника конференције предложио је да мото конференције уместо старе библијске Будите мудри, множите се и напуните земљу буде : Будите мудри, уравнотежите се и сачувајте земљу.